# Arc of a Diver
Arc of a Diver è il secondo album solista di Steve Winwood, pubblicato nel dicembre 1980.
Il disco è stato interamente suonato, cantato e prodotto dallo stesso Winwood.
Ha raggiunto la posizione numero 3 nella Billboard 200, la classifica degli album più venduti negli Stati Uniti.

## Tracce
Lato A
1. While You See a Chance – 5:11 (Steve Winwood, Will Jennings)
2. Arc of a Diver – 5:25 (Winwood, Vivian Stanshall)
3. Second-Hand Woman – 3:41 (Winwood, George Fleming)
4. Slowdown Sundown – 5:24 (Winwood, Jennings)

Lato B
1. Spanish Dancer – 5:58 (Winwood, Jennings)
2. Night Train – 7:50 (Winwood, Jennings)
3. Dust – 6:20 (Winwood, Fleming)